# Parapseudosthenarus
Parapseudosthenarus is een geslacht van wantsen uit de familie van de Miridae (Blindwantsen). Het geslacht werd voor het eerst wetenschappelijk beschreven door Schuh in 1974.

## Soorten
Het genus bevat de volgende soorten:

- Parapseudosthenarus buchenroederae Schuh, 1974
- Parapseudosthenarus namibiensis Schuh & Salas, 2011
- Parapseudosthenarus wiborgii Schuh & Salas, 2011